# フアン・パブロ・カリーソ
フアン・パブロ・カリーソ（Juan Pablo Carrizo, 1984年5月6日 - ）は、アルゼンチン・ビジャ・コンスティトゥシオン出身の元サッカー選手である。現役時代のポジションはゴールキーパー。

## 経歴

### クラブ
アルゼンチン時代
2006年にティロ・フェデラル戦でリーベル・プレートのトップチームデビュー。アルゼンチン代表経験のあるヘルマン・ルクスからポジションを奪取し、正GKに定着した。
ラツィオ
2007年夏にイタリアのラツィオへ移籍した。引退した元イタリア代表のアンジェロ・ペルッツィの後継者として期待されていたが、信じられないミスを連発してフェルナンド・ムスレラに正GKの座を奪われてしまった。2009年7月24日にレアル・サラゴサへレンタル移籍。サラゴサでは序盤戦からレギュラーを務めていたが、年明け以降はアトレティコ・マドリードから加入したロベルト・ヒメネスにレギュラーを奪われた。
2010年7月7日、古巣リーベル・プレートにレンタルで復帰。正GKとして活躍したが、チームは史上初となるプリメーラB・ナシオナルへ降格するなど、散々な1年を経験した。
2011年6月30日にレンタル元のラツィオに復帰。ムスレラは既にトルコのガラタサライに移籍していたが、後釜としてカリアリから加入したフェデリコ・マルケッティとアルバノ・ビサーリが在籍していたため、ベンチ外の日々が続いた。
冬の移籍市場では本田圭佑とのトレードでCSKAモスクワへの移籍が噂されていたが、2012年1月31日に、エストゥディアンテスへレンタル移籍した同胞のマリアーノ・アンドゥハルの後釜としてカターニアへレンタル移籍。移籍後は定位置を確保した。シーズン終了後にラツィオへ復帰したが、前シーズンと同様に第3GK扱いとなり出番はなかった。
インテル
2013年1月31日、ルカ・カステラッツィの負傷によりGK不足となっていたインテルへレンタル移籍。サミール・ハンダノヴィッチの出場停止により3月10日のボローニャ戦で急遽先発出場したが、後半にアルベルト・ジラルディーノにゴールを許し、これが決勝点となって0-1で敗れた。
2013年7月、インテルはカリーソとの契約を2015年6月30日まで延長。その後はコッパ・イタリアやUEFAヨーロッパリーグなどで定期的に出場機会を得たものの、2017年5月に2016-17シーズンをもって退団することが発表され、2017年5月28日のウディネーゼ戦に先発出場を果たし勝利に貢献した。
モンテレイ
2017年6月8日、メキシコ・リーガMXのCFモンテレイへ自由移籍で加入。

### パスポート問題
2007年夏、ラツィオへ移籍するに際し、イタリアに起源を持つという先祖を証明する書類が認められず、EUパスポートを取得できない問題が起きた。移籍先のラツィオはEU外選手の枠が既に埋まっていたので、カリーソを移籍元であったリーベルへレンタル移籍で送り返した。ラツィオは代替措置としてウルグアイ人GKフェルナンド・ムスレラを獲得した。
結局、カリーソが正式にラツィオの一員となることができたのは1年遅れの翌2008年夏であった。

### 代表
2007年4月18日に行われたチリ戦で代表デビューを飾った。その後もコンスタントに代表に招集されていたが、前述のラツィオでの失敗もあって2010 FIFAワールドカップに向けたメンバーには選出されなかった。コパ・アメリカ2011では第3GKとして招集された。

## 個人成績

### 代表での成績
出典
| アルゼンチン代表 | 国際Aマッチ | 国際Aマッチ |
| 年               | 出場        | 得点        |
| ---------------- | ----------- | ----------- |
| 2007             | 1           | 0           |
| 2008             | 6           | 0           |
| 2009             | 3           | 0           |
| 2010             | 0           | 0           |
| 2011             | 2           | 0           |
| 通算             | 12          | 0           |